# 極楽青春ホッケー部
『極楽♨青春ホッケー部』（ごくらくせいしゅんホッケーぶ）は、森永あいによる日本の少女漫画作品。『別冊フレンド』（講談社）において連載された。2007年8月時点で累計部数は100万部を突破している。

## あらすじ
何よりも睡眠を愛する女子高生・鈴木ハナは、1秒でも長く眠っていたいがために、大好きな睡眠時間を削って猛勉強し、家から徒歩3分の超名門校・命倫館学園に合格を果たす。入学後は、毎朝登校時間のギリギリまで睡眠を満喫していたが、ある朝、寝ぼけたままで登校していたときに黒塗りの高級車とぶつかってしまう。高級車の主、織田泉は、車と衝突しても何ともないハナのパワーと頑丈さを気に入り、高級車の修理費を盾に、嫌がるハナを強引に男子グランド・ホッケー部に入部させた。
ホッケー部の活動は、練習や試合などはほとんど行われず、部員全員で旅行に出かけたり、全国各地から取り寄せたデザートを部室で食べるのが日課になっていた。嫌々入部したハナだったが、温泉や食べ物に釣られて次第にホッケー部になじんでいく。

## 登場人物

### 命倫館高校

#### グランドホッケー部
鈴木ハナ（すずき ハナ）
ヒロイン。名門命倫館高校に通う高校生。5月5日生まれ、B型。16歳。身長160cm。1年B組21番。実家は鈴木豆腐店。
睡眠をこよなく愛しているからか、どこでも寝られたり、寝たままトイレにも行ける。モットーは「果報は寝て待つ!」。ファーストキスの相手はカール。
調理実習が好きで、数学と化学が嫌い。中3の時の成績が5段階評価でオール2であったり、高校入学後も化学の小テストでは13点を取ったりと、全体的に成績はあまり芳しくない。
1秒でも長く寝ていたいがために一念発起し、睡眠時間を1日10時間に削って勉強し、家の近所にある命倫館高校に入る。登校中、泉の乗った高級車と衝突したことがきっかけで、嫌々ながらもタダ温泉に惹かれ、グランドホッケー部に入部。
食欲と睡眠欲と意識不明時の身体能力は、まさに人間を超えている。貧乳がコンプレックスで、最近太り気味である。ポジションはゴールキーパー。
織田泉（おだ いずみ）
グランドホッケー部キャプテン。8月10日生まれ、O型。身長182cm。2年A組。
命倫館高校の理事長の孫。成績優秀な美少年だが、金持ちのため世間知らずな上に尊大かつ子供らしい性格。モットーは「俺が法律」。ハナのことが好き（意識している）。食い意地はハナに比肩する。
過去のトラウマからオカルト関係が大の苦手。酔っ払うと手当たり次第にキスをする。
「清楚で素直でかわいい女子」が好み。
糸魚川崇（いといがわ たかし）
グランドホッケー部副キャプテン。1月1日生まれ、A型。身長185cm。2年A組。眼鏡男子。
家は、日本舞踊・花景流の宗家。しっかり者で、性格は謹厳で保守的。兄が4人おり、末っ子。モットーは「今できることは今やれ!!」。
泉とは幼等部の頃から一緒で、じいや的存在（もしくは小姑）。ハナを目の敵にしていびり倒している。
裸眼状態では歩行もおぼつかない（右：0.02 左：0.03）。なぜか異常に雌鳥に好かれる。
芹沢夏希（せりざわ なつき）
グランドホッケー部部員。11月9日生まれ、AB型。身長175cm。2年A組。
家は、宝石商「芹沢商会」。母親譲りの美少女顔の美少年だが、性格は剛毅で本気モードは鬼神。モットーは「裸のつきあい」。
中学1年の夏に、タンザニアから日本の命倫館中等部に転校してきた。怒ったり、拗ねたりしたハナをお菓子と優しい言葉で釣る餌（おやつ）係。外見に似合わず、立派なモノを持っているらしい。
鮎原金太（あゆはら きんた）
銀太の双子の兄。グランドホッケー部部員、6月6日生まれ、O型。身長169.1cm。小学校のときホッケーを少しやっており、部内唯一の経験者。「かわいくておっとりした女子」が好み。通称「兄」。モットーは「男は度胸!」。
鮎原銀太（あゆはら ぎんた）
金太の双子の弟。グランドホッケー部部員、6月6日生まれ、O型。身長169cm。彼も小学校のときホッケーを少しやっており、部内唯一の経験者。「かわいくてぼんやりした女子」が好み。通称「弟」。モットーは「人類皆兄弟!」。
ワッキー
「卵から鶏を孵す」事に憧れた泉が脇の下で暖めて孵したメスのニワトリ。生まれて最初に見た崇を、親として愛している。初めて生んだ卵はマルたんに食べられた。
ユキオ・フランソワ・ド・サン・マルタン
グランドホッケー部の押し掛け顧問。2月29日生まれ、AB型。身長181cm。通称マルたん。古文の宮本先生の産休代理として赴任。父親が日本オタクだからか、名前は三島由紀夫に由来している。
自分が大好きで、相手の話を全く聞かないか、自分に都合良く解釈する。その非常識なセンスと行動力で毎回、ホッケー部を阿鼻叫喚の渦に巻き込む。
娘が1人いるが、結婚はしてもらえなかった。
晴明号（せいめいごう）
ハナに憑いたコックリさんを祓うため、マルたんが連れてきた謎の犬。ワッキーから嫌われている。チャームポイントは額の☆マーク。

#### その他
太田兄（おおたあに）
生徒会長。テニス部キャプテン。泉に負けず劣らずの尊大な性格。
太田弟（おおたおとうと）
生徒会副会長。テニス部マネージャー。優しい性格。かなりの肥満体型で、その腹にハナはべた惚れ。それが原因で、精神的ショックにより身が細り一時期痩せた。愛称は「腹まくら」。
結木萌（ゆうき もえ）
8月1日生まれ、O型。身長165cm。3年C組。転校生。結木グループの会長令嬢で、美人。モットーは「美形は人類の宝」。
元オタクな腐女子。以前、大量の同人誌（♂×♂）を路上にばら撒いて、困っていたところを泉に助けられ、一目惚れ。これを機に、脱・オタクを目指した。
中身はオタクのままと、泉への恋心との間で苦悩する。ペンネームは、輝夜（かぐや）。独り言が多い。
秋吉（あきよし）
ハナの友人。ハナと同じクラスでよく一緒にいる。
藤掛（ふじかけ）
ハナの友人。ハナと同じクラスでよく一緒にいる。

### 鈴木家
鈴木木綿子（すずき ゆうこ）
ハナの母親。泉やカールと娘をくっつけようと画策している。朝が弱く、貧乳。
鈴木イチロー（すずき イチロー）
ハナの父親で、婿養子。身長172cm。
鈴木豆吉（すずき まめきち）
木綿子の父親で、かなりの頑固者。午後は豆腐を売りに行っており、家にいない。亡き妻は巨乳らしい。

### その他
佐藤珠子（さとう たまこ）
泉のはとこで、自称「泉の婚約者」。イギリス在住。ブロンド+ハーフの美少女かつ、霊媒体質。
織田家の嫁としていざという時役立つようになるため、インドで修行を行う。
麻生リン（あそう リン）
ランの双子の姉。金太の初恋の相手だが、銀太に惚れる。おっとりしている清純派。お嬢様学校「聖ヨハネ女学院」に通う高校生。
麻生ラン（あそう ラン）
リンの双子の妹。銀太の初恋の相手だが、金太に惚れる。ぼんやりしている清純派。彼女も、お嬢様学校「聖ヨハネ女学院」に通う高校生。
山下大助（やました だいすけ）
ハナの幼なじみ。岩手県で旅館をやっている。純朴そうな見た目とは裏腹に、ハナを嫁にするためにあらゆる手を駆使する。
鈴木芽衣（すずき めい）
ハナのいとこ。小学5年生なのに、巨乳で色っぽい。
セレブ婚を目指し、崇に色仕掛けを仕掛けるが、逆に諭され子供らしくする。しかし、そのせいで職務質問の回数が増えた。
佐藤雪緒（さとう ゆきお）
ある日ホッケー部にやってきた、フランス人形のような可憐な美少女。鮎原兄弟が一目惚れした。
実は、マルたんの娘で、マルたんに会うためにホッケー部を訪ねていた。名前も同じ「ゆきお」だが、性格も父親と同じく占い好きでかなりのナルシスト。
辻山（つじやま）
ハナの家の近所にオープンしたケーキ屋のパティシエ。なかなかの美男子。毎日店に通うハナを見かねてバイトとして雇う。
フランスに店を出すことが夢で、優しい性格。実は老若男女問わず大勢を誘っており、泉のことも誘った。萌の実家の援助でフランスへ渡った。
カール
ヨーロッパにある小国の王子。13歳。長身の美少年。
昔、初恋の日本人女子にふられて以来、極度の日本嫌い。その日本嫌いを治すため、夏休み中に崇の家に滞在する。
泉達が何かをすればするほど、より日本嫌いが悪化していたが、ハナとの会話をきっかけに過去のトラウマを乗り越えることができた。和食などはまだ苦手だが、無事帰国。そのとき、空港で去り際にハナにキスをしていった。

## 書誌情報
- 森永あい 『極楽♨青春ホッケー部』 講談社〈講談社コミックス別冊フレンド〉、全14巻
  1. 2005年4月13日発売[4]、ISBN 4-06-341423-X
  2. 2005年9月13日発売[5]、ISBN 4-06-341441-8
  3. 2006年1月13日発売[6]、ISBN 4-06-341460-4
  4. 2006年4月13日発売[7]、ISBN 4-06-341467-1
  5. 2006年8月11日発売[8]、ISBN 4-06-341481-7
  6. 2006年12月13日発売[9]、ISBN 4-06-341497-3
  7. 2007年4月13日発売[10]、ISBN 978-4-06-341518-6
  8. 2007年8月10日発売[11]、ISBN 978-4-06-341538-4
  9. 2008年2月13日発売[12]、ISBN 978-4-06-341565-0
  10. 2008年7月11日発売[13]、ISBN 978-4-06-341585-8
  11. 2008年11月13日発売[14]、ISBN 978-4-06-341597-1
  12. 2009年4月13日発売[15]、ISBN 978-4-06-341618-3
  13. 2009年8月10日発売[16]、ISBN 978-4-06-341635-0
  14. 2009年12月11日発売[17]、ISBN 978-4-06-341655-8